# Selomarto
Selomarto is een bestuurslaag in het regentschap Wonogiri van de provincie Midden-Java, Indonesië. Selomarto telt 2282 inwoners (volkstelling 2010).